# La Guerre des Ténèbres
Pour les articles homonymes, voir La Guerre des Ténèbres.
La Guerre des Ténèbres est un roman de science-fiction écrit par Loïc Becquet. 

## Publications
Il a été publié en français en 2013 aux éditions Edilivre.

## Résumé
Le livre raconte l'histoire d'Eric Morton, un résistant durant la Seconde Guerre mondiale qui se retrouve, à la suite d'un étrange accident, propulsé dans un univers parallèle.
Il y rencontre les Antaliens, un peuple très évolué mais qui doit faire face à une grave crise énergétique, ils disposent de tous les moyens possibles pour économiser l'énergie, mais pour continuer à se développer, ils créent une nouvelle source quasi-illimitée, la Pierre Philosophale.
Mais cette invention va entraîner des problèmes et faire surgir les pires côtés des victimes, un chef d'armée va être infecté et va fonder l'Empire des Ombres avec pour objectif, la conquête de la galaxie.
Par chance, Eric Morton et quelques Antaliens s'échappent et forment la Résistance pour combattre les Ombres et ainsi libérer la galaxie.
Ainsi débuta La Guerre des Ténèbres…